# Patria Jiménez

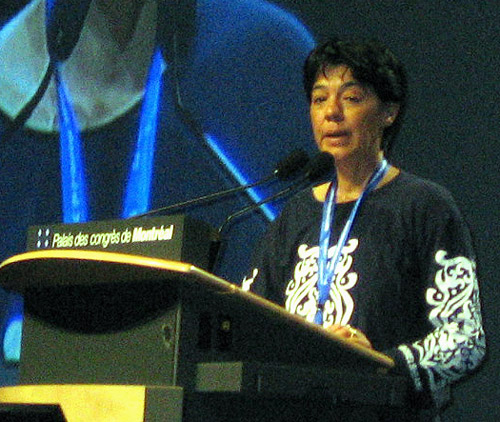
Patria Jiménez

Elsa Patria Jiménez Flores (San Luis Potosí, 1957) is een Mexicaans politica van de Partij van de Democratische Revolutie (PRD). Van 1997 tot 2000 werd zij als eerste openlijk lesbische politica gekozen in het Mexicaanse Congres.
Jiménez is voorzitster van El closet de Sor Juana, een niet-gouvernementele organisatie die strijdt voor de rechten van lesbiennes. Zij werd in 1997 via de landelijke lijst voor de PRD gekozen in de Kamer van Afgevaardigden en werd daarmee de eerste openlijk homoseksuele volksvertegenwoordiger van Latijns-Amerika.